# مكسرات الأرز

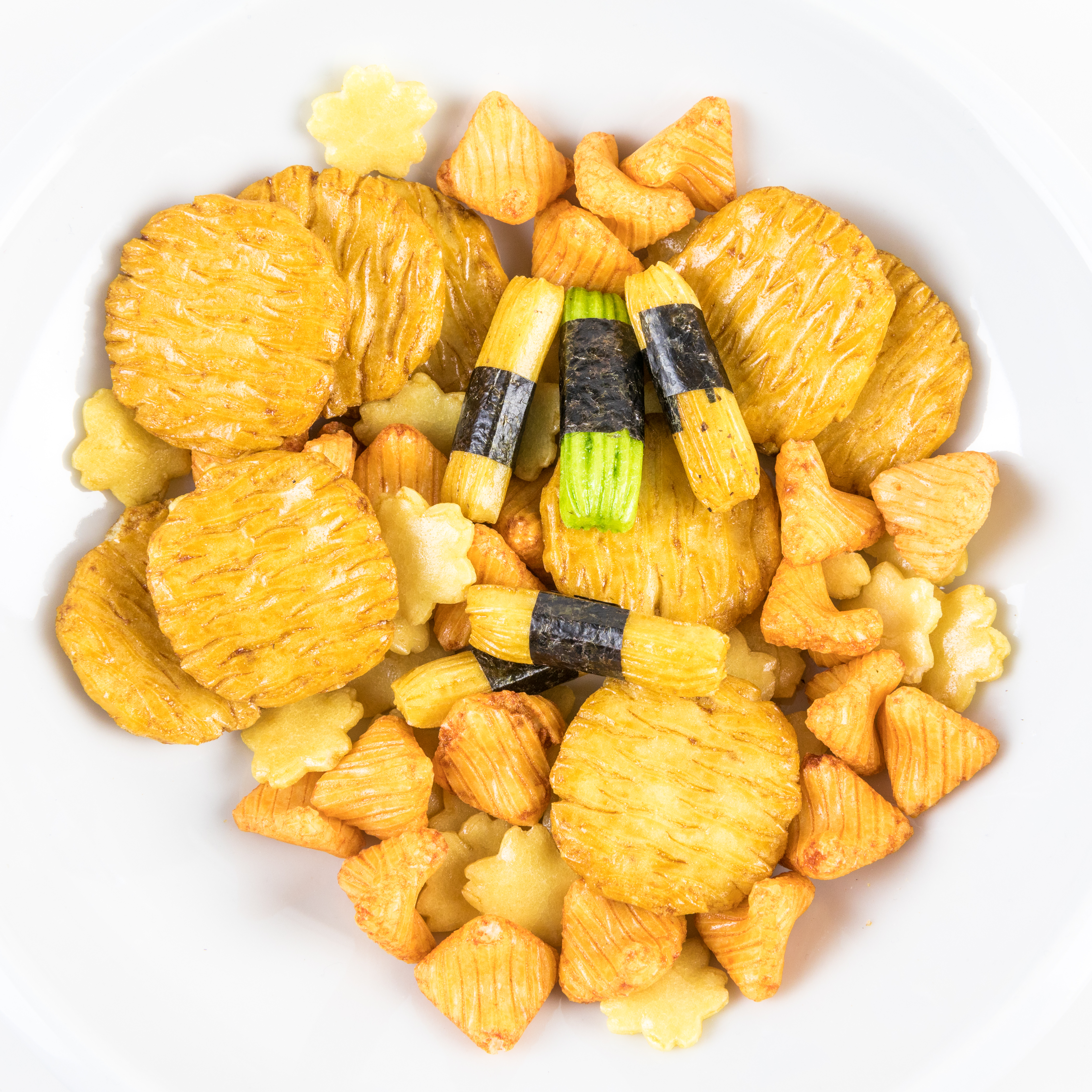
أصناف متنوعة من مكسرات الأرز

مكسرات الأرز أو المكسرات اليابانية أو مقرمشات الأرز أو رقائق الأرز أو متكسرات الأرز أو المتكسرات اليابانية هي مقرمشات (رقائق) شرق آسيوية تُصنع من الأرز المطبوخ أو دقيق الأرز، وليست مكسرات بالمعنى العلمي (صنف من الفواكه)، بل سُميَت كذلك لأنها تُقدّم معها. توجد أنواع عديدة، إلا أن معظمها يُقلى أو يُخبز ويُنفخ أو يُدهن بصلصة الصويا أو الخل للحصول على قوام ناعم. كما يُمكن تغليف بعضها بالأعشاب البحرية، وهي مشهورة في بعض بلدان الشرق الأوسط، وخاصةً المنطقة الشرقية في السعودية، وفي غرب إيران.

## التاريخ

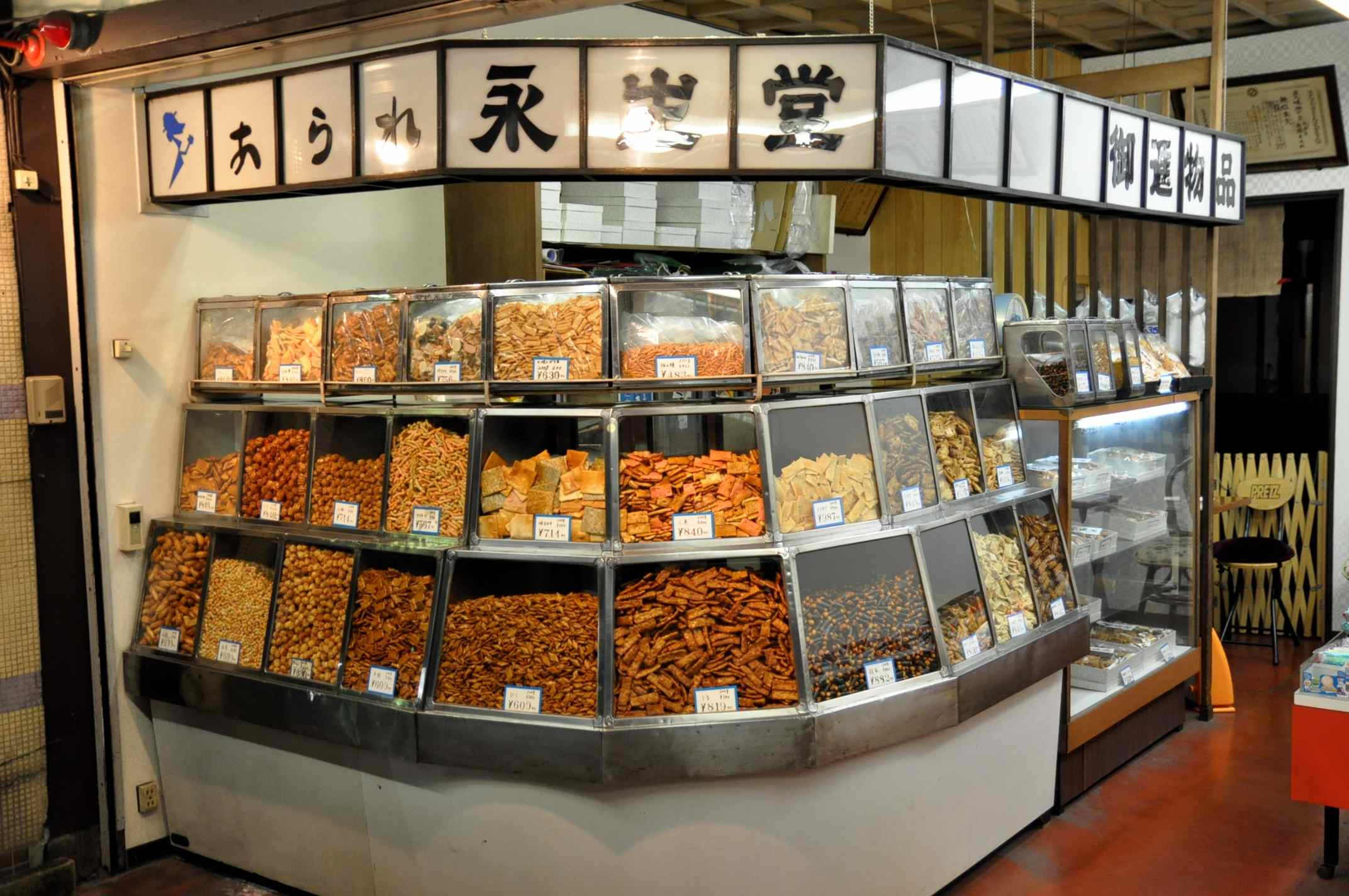
متجر يبيع أنواعًا مختلفة من مكسرات الأرز في اليابان

يُعتقد أن مكسرات الأرز ظهرَت في عهد أسرة هان الصينية (حوالي عام 202 قبل الميلاد). وفي عهد أسرة تانغ، سُجِّلت معلومات عن تقديم سنبي (نوع من مكسرات الأرز) للضيوف كرمزٍ للأدب. وفي اليابان، انتشرَت بشكل واسع خلال فترة إيدو. ويُعتبر السنبي الياباني السوكي (المُصنّع في مدينة سوكا، في محافظة سايتاما) أول مكسرات أرز حديث على نطاق واسع، ومن هنا انتشر اسمه في العالم العربي بـ"المكسرات اليابانية".

## التقديم
في الشرق الأقصى، تُقدّم مكسرات الأرز تقليديًا مع الحساء أو السلطة، إلى جانب الشاي الأخضر و/أو المشروبات الكحولية. أما في العالم الإسلامي والغربي، غالبًا ما يتم تناولها كوجبة خفيفة في مخاليط المكسرات مع الأنواع الأخرى من المكسرات، ويختص العالم الإسلامي بتقديمها مع الشاي، أما العالم الغربي فيخص بأنها تُتناول جنبًا إلى جنب مع مكونات مثل بازلاء الوسابي والإدامامي المجفف والمملح وعيدان السمسم.

## الأنواع
تُنتج مكسرات الأرز بأنواع وأشكال متعددة. فيما يلي بعض أشهرها.

### كمبوديا
- نم كريب[الإنجليزية]، مكسرات أرز كمبودية دائرية ومسطحة

### اليابان

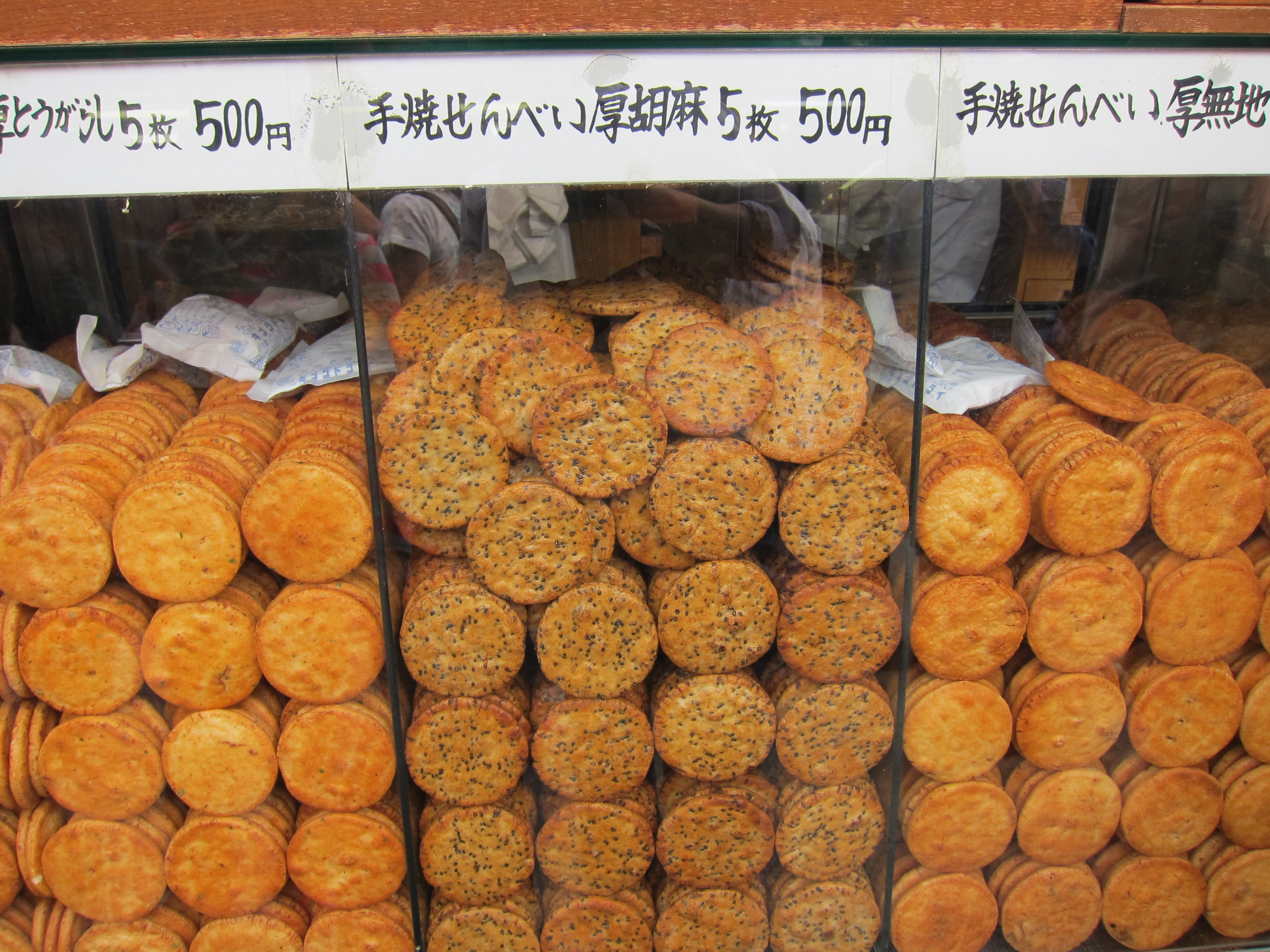
بسكويت سنبي معروض للبيع في طوكيو

- بِيكا[الإنجليزية] (米菓) ، هي مخبوزات يابانية جافة مصنوعة من الأرز.
  - أراير (طعام)[الإنجليزية] (あられ) ، نوع من المقرمشات اليابانية الصغيرة الحجم، تشبه الحصى في شكلها، وتُصنع من الأرز.
    - أوريبو نو هانا[الإنجليزية] (زهرة الزيتون): اسم يُطلق على أحد أنواع المقرمشات.

  - سنبي[الإنجليزية] (せんべい)، نوع من المقرمشات اليابانية التقليدية، تأخذ شكل قرص مسطح بحجم راحة اليد، وتؤكل عادةً مع الشاي الأخضر.
    - شويو سنبي: نوع من السينبي يُدهن بصلصة الصويا قبل تحميصه.
    - نوري سنبي: سنبي يُحمّص ويُلفّ بورق النوري المجفف (الأعشاب البحرية المستخدمة في السوشي).
    - كورو غوما سينبي، سينبي بنكهة الجوز، مغطى بحبوب السمسم الأسود.
    - توغاراشي سنبي: سينبي حار، يُغطى بمسحوق الفلفل الأحمر ورقائق الفلفل الأحمر[الإنجليزية]
    - إيكا سنبي أو إيكا سن: سينبي يُخبز مع الحبار المشوي.
    - إيبي سنبي: سينبي يُخبز مع الروبيان المفروم[الإنجليزية]
    - كورومامي سنبي: سينبي يُخلط فيه العجين بحبوب فول الصويا السوداء.
    - زراميه سينبي: سينبي يُرشّ بحبيبات السكر الخشن.

  - كاكي نوتين: وجبة خفيفة صغيرة الحجم، متبّلة، تأخذ شكل الهلال، وتشبه حبوب الفول السوداني في مظهرها.
- كورينيا شينغيتسوان: نوع فريد من الكعك الرقيق المصنوع من أرز "ساسانيشيكي[الإنجليزية]" الشهير في محافظة مياغي، يُشوى على الفحم. يتميز بطعم أرز خفيف الحلاوة، ويذوب في الفم فورًا عند تناوله[8]. تُنقل طريقة تصنيعه تقليدياً عبر الأجيال، ويقوم بإعداده حالياً مينورو هوشي، وهو من الجيل الثالث والعشرين في هذه السلالة. أما المكونات فهي بسيطة ونقية: أرز أوروتشي (ساسانيشيكي)، وسكر ناعم، وملح الطعام (ملح هاكاتا).

### إندونيسيا

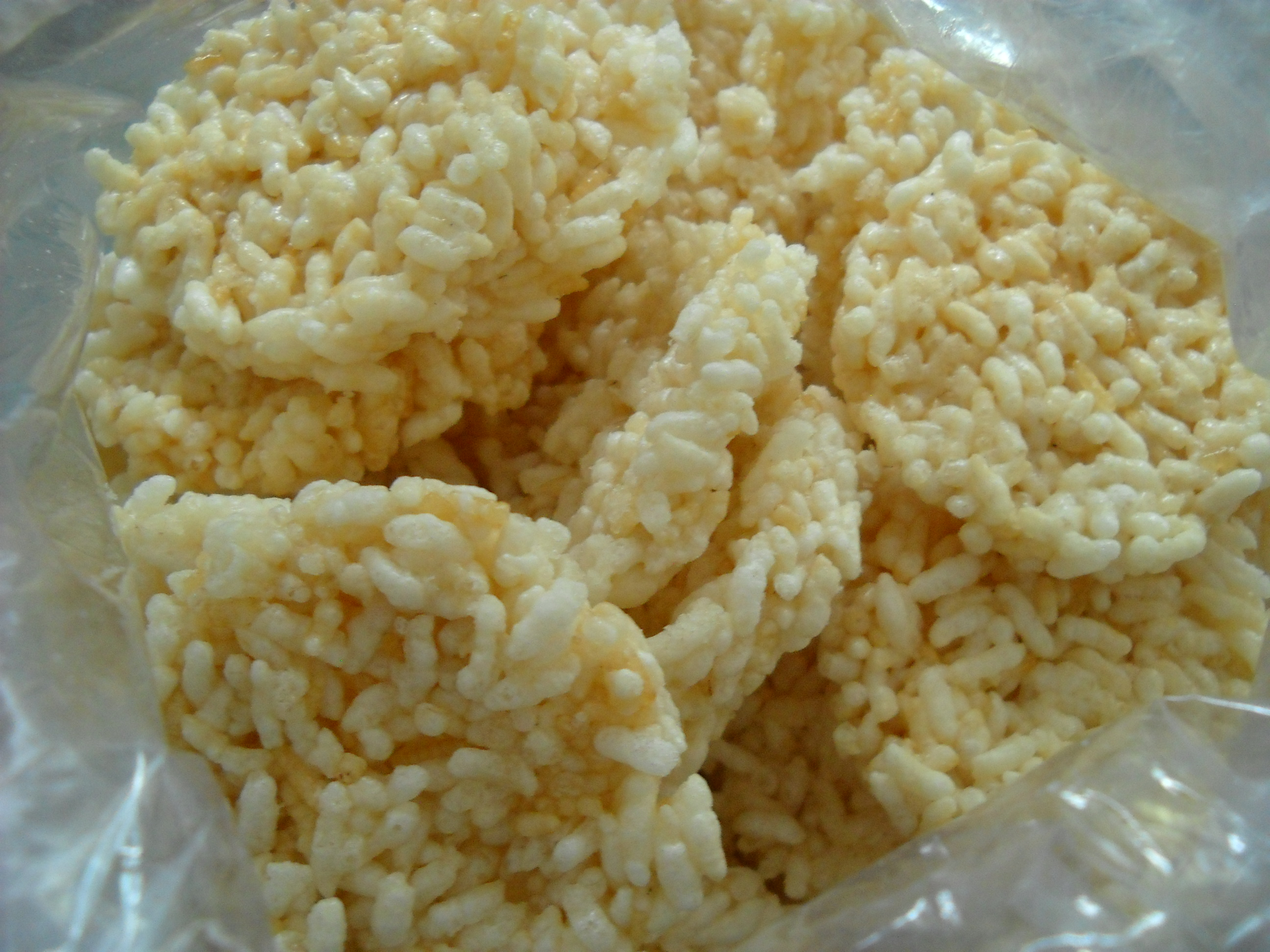
رنجيانج، مكسرات الأرز اللزج الإندونيسية

- كروبوك جيندار[الإنجليزية]، المعروف أيضًا باسم كروبوك بولي, كروبوك كاراك, كروبوك بيراسأو كروبوك ناسي ، هو عبارة عن تكسير لأرز مطحون على الطريقة الإندونيسية وهو شائع في جزيرة جاوة.[9]
- رنجيانج[الإنجليزية]، وهو عبارة عن مقرمشات سميكة مصنوع من حبيبات الأرز اللزجة.

## طالع أيضًا
- حبوب منتفخة[الإنجليزية]
  - أرز منتفخ
- دقيق الأرز